# Thevetia amazonica
Thevetia amazonica là một loài thực vật có hoa trong họ La bố ma. Loài này được Ducke miêu tả khoa học đầu tiên năm 1922.